# Fabian Kiebicz

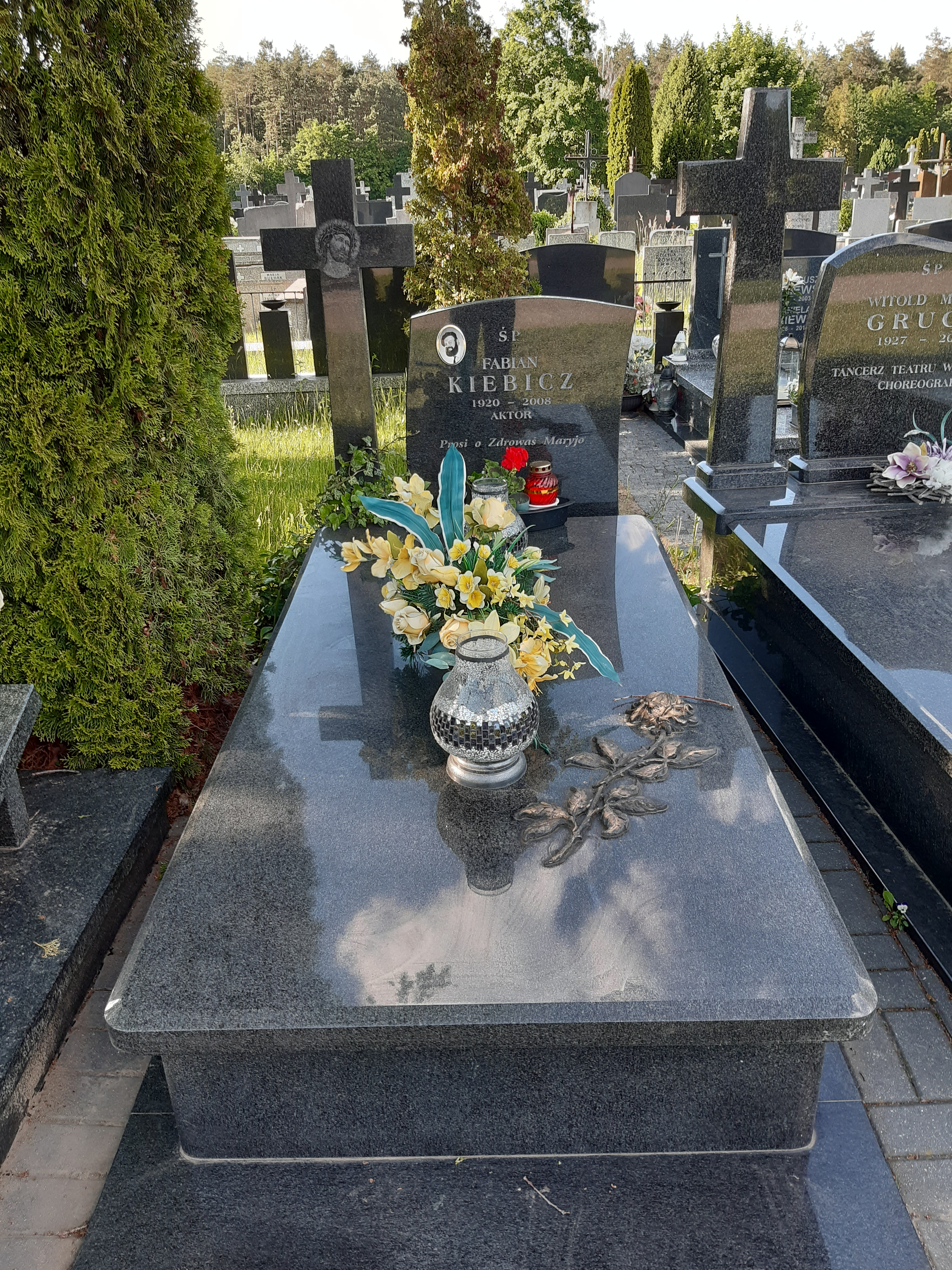
Grób Fabiana Kiebicza na cmentarzu w Skolimowie

Fabian Kiebicz (ur. 15 stycznia 1920 w Wilnie, zm. 15 marca 2008 w Skolimowie) – polski aktor teatralny i filmowy.

## Życiorys
Adept warszawskich teatrów: Artos i Powszechnego. Występował w teatrach całej Polski: im. Aleksandra Węgierki w Białymstoku (1951–1956), Teatrze Narodowym Ziemi Rzeszowskiej (1956–1958), im. Jaracza w Łodzi (1958–1959), Ziemi Mazowieckiej w Warszawie (1959–1980) i Popularnym, również w Warszawie (1980–1986).
Pochowany w kwaterze artystów na cmentarzu parafialnym w Skolimowie (Konstancin-Jeziorna).

## Filmografia
- Złotopolscy – Wiśniak
- Jeszcze nie wieczór – Fred
- Niania (odc. 30 – pensjonariusz domu starców)
- Plebania – pan Stasio, pensjonariusz Domu Spokojnej Starości w Starej Wiośnie
- Na dobre i na złe – pan Fabian
- Boża podszewka – Stanisław Lulewicz, ojciec Kazimierza
- Zmowa – Michał
- Najdłuższa wojna nowoczesnej Europy (odc. 4)
- Grzechy dzieciństwa – nauczyciel łaciny
- Akwarele – woźny
- Śmierć prezydenta – redaktor Wierczak, poseł prawicy